# Veil of Secrets
Veil of Secrets est un groupe de doom metal gothique norvégien formé en 2020 par la chanteuse Vibeke Stene et le guitariste Asgeir Mickelson. Leur premier album Dead Poetry est sortie le 30 novembre 2020.

## Biographie
En parallèle du projet musical de metal extrême God of Atheists créé en 2013, alliant de nombreux musicien norvégien comme ICS Vortex de Dimmu Borgir, Ihsahn de Emperor, Trym Torson de Zyklon. Vibeke Stene, ancienne chanteuse de Tristania, et Asgeir Mickelson, ancien guitariste de Borknagar, décident de s'allier pour créer un nouveau projet musicale.
Le 9 juillet 2020, Stene annonce sur sa page Facebook la création de Veil of Secrets un nouveau groupe de doom metal. Le 13 novembre 2020, le groupe sort un premier single sous forme de lyrics vidéo appelé The Last Attempt. Leur premier album, Dead Poetry, est publié le 30 novembre 2020 chez Crime Records. L'album est enregistré par Mickelson et est mixé par Børge Finstad au Toproom Studio et est masterisé au dUb Studio par Endre Kirkesola. Sur l'album les guitares, la batterie et la basse sont enregistré par Mickelson. Pour l'album, deux musiciens sont invités : Sareeta (Ram-Zet, ex-Ásmegin) s'est chargé des violons et Erling Malm (Articulus, Endolith) a géré les voix masculine/growls. Le peintre norvégien Kjell Åge Meland s'est occupé de la création de la pochette d'album.

## Membres

### Membres actuels
- Vibeke Stene - chant féminin
- Asgeir Mickelson - guitare, batterie, basse

### Membres de sessions
- Sareeta - violon
- Erling Malm - chant, guitare

## Discographie

### Albums studio
- 2020 : Dead Poetry

### Single
- 2020 : The Last Attempt